# Corentin Stemler
Corentin Stemler, né en 1997, est un scénariste, metteur en scène et producteur de spectacles français. Il est le fondateur de Symphonia Productions et est notamment connu pour la création et la mise en scène de La Dame de Pierre, un spectacle retraçant l’histoire de la cathédrale Notre-Dame de Paris.

## Biographie
Corentin Stemler découvre le monde du spectacle vivant en tant que comédien bénévole au Puy du Fou. En 2018, à 21 ans, il fonde Symphonia Productions, une structure dédiée à la création de grands spectacles populaires.

## Carrière

### Débuts et premières créations
Corentin Stemler écrit et met en scène plusieurs spectacles inspirés de l’histoire et du patrimoine. Parmi ses premières productions figurent :
- Le salon est fermé (2016)
- Le beurre ou l'argent du beurre (2018)
- Symphonia, l'épopée musicale (2019)
- Le Grand Hiver (2022 - 2024)
- La Dame de Pierre (depuis 2023)
- L'Auberge du Grand Large (depuis 2024)

Il co-écrit également la pièce L'Empereur et les Brigands, dans la collection « Le théâtre de l'histoire ».

### La Dame de Pierre
En 2023, il écrit et met en scène La Dame de Pierre, une fresque musicale retraçant l’histoire de la cathédrale Notre-Dame de Paris. Le spectacle est présenté pour la première fois au Palais des Congrès de Paris avant de partir en tournée dans plusieurs villes françaises. Avec plus de 25 000 spectateurs en quelques représentations, La Dame de Pierre s’impose comme son premier succès national,.
Dans un article de Le Monde sur les financements de la droite et de l'extrême droite françaises dans le monde du spectacle historique et du sepctacle vivant, La Dame de Pierre est présenté comme ambitieux. Mais également lié à Academia Christiana, des royalistes de l'Action Française. Présenté comme épaulé par Philippe de Villiers, Stemler est décrit comme catholique identitaire. Un courant politique et religieux que l'article relève dans le discours de mise en avant du spectacle sur des médias d'extrême droite.

### Autres projets
En parallèle, Corentin Stemler développe d’autres concepts de spectacles. En 2024, il lance L’Auberge du Grand Large, un repas-spectacle immersif.